# Волинське єпархіальне давньосховище
Воли́нське єпархіа́льне давньосхо́вище — музей українських і, насамперед, волинських старожитностей, засновний 1893 року в Житомирі, проіснував до 1915 року.

## Історія
Волинське єпархіальне давньосховище було засноване в місті Житомир за ініціативи архієпископа Модеста (Стрільбицького). Урочисте відкриття відбулося 15 травня 1893 року й було приурочене до 100-річчя приєднання більшої частини Волині до складу Російської імперії.
Велику роль у формуванні колекцій давньосховища відіграв його перший завідувач, відомий історик Волині Орест Фотинський. 1894 року за ініціативи Ореста Фотинського при музеї було засновано Волинське церковно-археологічне товариство. Фонди музею значно поповнилися завдяки проведеним у 1898–1899 роках науковим обстеженням районів Волині, що їх здійснювали члени товариства під керівництвом Володимира Антоновича. 1911 року до фондів давньосховища увійшли зібрання Володимир-Волинського давньосховища. На початку XX століття у фондах музею зберігалися досить значні колекції рукописів, стародруків, предметів релігійного вжитку, меморіальних речей і автографів відомих історичних осіб, творів сакрального живопису та ін. Давньосховище проіснувало до 1915 року. У роки Першої світової війни частина його колекцій була вивезена і увійшла до складу Харківського музею українського мистецтва. На початку Німецько-радянської війни 1941–1945 під час евакуації багато матеріалів давньосховища згоріло. Зараз уцілілі пам'ятки та колекції зберігаються у Харківському історичному й Житомирському краєзнавчому музеях.